# Église servite Saint-Jean-et-Notre-Dame-des-Douleurs
L'église servite Saint-Jean-et-Notre-Dame-des-Douleurs (en hongrois : Szervita Szent János apostol és Fájdalmas Anya templom) ou usuellement église servite (szervita templom) est une église située à Eger. 